# 尚西
尚西（法語：Chancy）是瑞士日内瓦州的一个镇，位于罗纳河左岸，日内瓦州的最西南端。该镇的人口仅有1000余人。
尚西的经济生产仍然以农业为主。但大部分居民都在日内瓦工作。

## 外部連結
- （法文）尚西官方网站 （页面存档备份，存于）